# EMF (band)
EMF is een Britse indie-danceband uit Forest of Dean, Gloucestershire.
De band werd in 1989 gevormd en bestond uit zanger James Atkin, gitarist Ian Dench, toetsenist Derry Brownson, bassist Zac Foley (overleden in 2002) en drummer Mark DeCloedt. De naam EMF staat officieel voor "Epsom Mad Funkers", maar als alternatief wordt ook menigmaal "Ecstasy Mother Fuckers" genoemd. Hun eerste en grootste hit, "Unbelievable" (1990) van het album Schubert Dip, bereikte een eerste plek in de US Billboard Hot 100 en een derde plaats in de UK Singles Chart. James Atkin duikt later nog op bij de danceact Bentley Rhythm Ace.

## Discografie
- Schubert Dip (1991)
- Unexplained (EP) (1992)
- Stigma (1992)
- Cha Cha Cha (1995)
- The Best Of EMF: Epsom Mad Funker (2001)